# Alessio (metropolita di Kiev)
Alessio (Алексий in russo; 1292/1305 – 12 febbraio 1378) è stato un arcivescovo ortodosso russo, che fu metropolita di Mosca (dal 1354) e resse le sorti del governo moscovita prima che il principe Dimitri Donskoj raggiungesse la maggiore età.
È venerato come santo dalla Chiesa ortodossa russa.

## Biografia
Alessio, al secolo Elephtherios, era figlio di Theodore Biakont, un boiaro proveniente da Černigov, che si stabilì a Mosca e divenne il capostipite della grande dinastia dei Pleščeev. Alessio prese i voti monastici nel Monastero dell'Epifania di Mosca intorno al 1320. Nel 1350 fu nominato rappresentante del Metropolita Teognoste nella città di Vladimir e dodici anni più tardi divenne vescovo della stessa.
Secondo il volere di Simeone di Russia, Alessio fu nominato consigliere dei suoi due fratelli, Andrea e Giovanni. Al ritorno da un suo viaggio a Costantinopoli, nel 1354, fu scelto per diventare Metropolita di Kiev e di tutte le Russie. Durante la giovinezza di Dimitri Donskoi e Vladimiro il Temerario Alessio ebbe il duplice ruolo di guida spirituale e reggente. Prese le parti del primo durante il suo conflitto contro le città di Tver' e Nižnij Novgorod, inviando Sergio di Radonež con l'ordine di sospendere ogni servizio divino in chiese e monasteri fino a che la crisi politica non si fosse ricomposta.
Durante gli anni sessanta del XIV secolo fondò i monasteri di Andronikov, Čudov, e Alekseevskij, promosse la canonizzazione del metropolità Pietro e, poco prima di morire, tentò infruttuosamente di convincere San Sergio di Radonez di diventare suo successore.
Alessio fu anche autore di sermoni ed epistole.

## Culto
Fu canonizzato dalla chiesa ortodossa russa nel 1448 e da allora è considerato uno dei santi patroni della capitale russa.
Numerosi miracoli furono a lui attribuiti dai fedeli ortodossi tra i quali, nel 1357, la guarigione della moglie del khan dell'Orda d'Oro Jani Beg, il quale tradizione popolare vuole che, per sdebitarsi, si fosse astenuto dal distruggere Mosca.
Le sue reliquie furono riposte all'interno del monastero di Čudov, fondato da lui stesso.